# Храм Сергия Радонежского в Бусинове
Храм преподобного Сергия Радонежского в Бу́синове — православный храм, принадлежащий к Знаменскому благочинию Московской городской епархии Русской Православной Церкви. Находится в районе Западное Дегунино по адресу Ижорская улица, дом 1.

## История
Деревянный храм в селе Бусиново, вотчине Новодевичьего монастыря упоминается со второй половины XVI века. В 1770 году, когда село Бусиново стало государственным, церковь отстроили заново на пожертвования жителей села. К 1854 году деревянная церковь сильно обветшала, построить вместо неё каменный храм на собственные средства изъявил желание зажиточный крестьянин Иван Бусурин. Благословение на строительство дал митрополит Московский Филарет. Проект двухпридельного храма разработал архитектор Палаты государственных имуществ Владислав Грудзин. Храм начали строить на кладбище, рядом с существующей церковью. Основные работы закончили к 1857 году. Точная дата освящения храма не известна, разные источники называют 1858, 1859, 1860 годы. Существует предположение, что эти даты являются датами освящения разных приделов храма. Старую деревянную церковь разобрали и на её месте возвели часовню.
Храм закрыли в 1940 году, но бездействовал он с 1937 года. Колокольню сломали до второго яруса, здание храма сильно перестроили, в помещении расположилась небольшая мастерская по пошиву тканей. С 1980 года здание стояло бесхозным и постепенно ветшало. Первую попытку открыть храм православная община предприняла в 1988 году, однако получила отказ. После многих обращений разрешение было получено в 1990 году. Храм передан Русской православной церкви в 1992 году.

## Духовенство
- Протоиерей Михаил Крянин.
- Священник Пётр Украинцев.
- Священник Павел Миронов[2].

## Святыни
- Икона св. вмч. Георгия Победоносца.
- Икона Пророка Спасова Иоанна.
- Икона свт. Николая Чудотворца (плачущая).
- Ковчег. В нём хранятся частицы мощей, облачения и гробовой доски Патриарха Московского и всея Руси Тихона.
- Казанская икона Божией Матери.
- Икона Божией Матери «Неупиваемая Чаша»
- Иконостас центрального алтаря. Пятиярусный позолоченный иконостас с резьбой по дереву.
- Икона св. блгв. князя Александра Невского с частицей мощей.
- Икона св. блж. Матроны Московской с частицей мощей.
- Икона св. прав. Иоанна Кронштадтского.
- Икона Божией Матери «Прибавления ума».
- Икона святителя Луки Войно-Ясенецкого с частицей мощей
- Икона преподобного Сергия Радонежского с частицей мощей
- Икона преподобного Давида Гареджийского с частицей мощей[3].

## Престолы
- Преподобного Сергия Радонежского
- Святителя Николая